# 越中の戦国時代
越中の戦国時代（えっちゅうのせんごくじだい）は、戦国時代における越中国（富山県）内の戦乱である。

## 概要

### 背景
越中国は室町時代、畠山氏が守護職を務めていた。幕府で2度管領を務め権勢を誇った紀伊国、越中国、河内国守護の畠山持国は嫡子がいなかったため弟の持富を後継としていたが、文安5年（1448年）に持国は持富から自らの庶子である義夏に後継者を変更した。持富は異議を唱えず、宝徳4年（1452年）に死去したが、一部の家臣団は不満を持ち、持富の長男・政久を擁立した。持国は享徳4年（1455年）に死去し、義夏改め義就が家督を継ぐ。義就は政久と抗争を繰り広げていたが、長禄3年（1459年）に政久は死去する。すると政久派の家臣たちは持富の次男で政久の弟・政長を擁立し、なおも争いを続ける。応仁の乱の後、戦国時代に入ると、畠山氏は越中に在国せず、義就の総州家と政長の尾州家に分裂し、河内において足利将軍家や細川氏、三好氏との畿内における権力抗争や総州家と尾州家の内紛に明け暮れて衰退した。このため、越中は隣国の能登守護であった能登畠山氏の領国となった。畠山義統の時代には文化人を能登に招くなどして繁栄したが、明応6年（1497年）の義統死後、跡を継いだ嫡男の義元が守護代・遊佐統秀に追放され、弟の慶致が当主に擁立されるという家督騒動が勃発する。しかし永正5年（1508年）に足利義稙が将軍に復帰すると家臣団は慶致を隠居させ、義稙と親しかった義元を当主に復帰させた。義元は永正12年（1515年）に死去し、慶致の嫡男で義元の養子である義総が跡を継いだ。義総は実父・慶致の補佐を受け、大永5年（1525年）に慶致が死去すると自ら政治を行なった。義総は七尾城を築城し、さらには商人や文化人を保護して能登へ招いたため、能登は大きく発展し、能登畠山氏は最盛期を迎え、戦国大名化を果たした。しかし、天文14年（1545年）に義総が死去し、次男の義続が跡を継ぐと、重臣間の権力抗争が絶えず発生して、越中国の統治に介入することができずにいた。義続は天文20年（1551年）に隠居し、嫡男の義綱が跡を継いだ。義続と義綱は大名権力の強化を目指したが家臣の反発を受け永禄9年（1566年）に義綱の嫡男・義慶を擁立した家臣団によって義続・義綱父子は近江国坂本に追放された。義続・義綱は能登の回復を目指したが敗れ、それはならなかった。傀儡の当主となった義慶は天正2年（1574年）に死去し、弟の義隆が跡を継ぐも、天正4年（1576年）に死去するなど、当主の早世が続き、弱体化が進んだ。義隆の後を継いだ嫡男の春王丸も天正5年（1577年）に死去。直後に七尾城も陥落し、能登畠山氏は滅亡した。なお、義続と義綱はそのまま能登に戻らず、義続は天正18年（1590年）に、義綱は文禄2年（1593年）に死去している。
このため、越中は守護代の神保氏（富山城・増山城）、椎名氏（松倉城・金山谷城）が実際の統治を担当していたが、この両者の支配力もさほど強力なものではなく、隣国の加賀国の影響もあって一向一揆の力が強まることになる。そしてこの越中一向一揆と手を結んだ神保氏が次第に越中での権勢を強めたため、畠山氏は越後守護代の長尾氏に神保氏追討の出兵を要請した。
戦国時代の越中国は戦国大名による強い支配政権が成立せず、国内における権力闘争や隣国の侵攻などを受け、そのたびに争乱が起きる事態にあった。

### 般若野の戦い
永正3年（1506年）9月、長尾能景が越中国守護・畠山尚順の要請を受けて越中に出兵するが、般若野の戦いで越中一向一揆・神保慶宗連合軍と戦って敗死した。このため、長尾能景の子・長尾為景は神保慶宗と永正17年（1520年）12月まで長期にわたる抗争を繰り返すようになる。

### 長尾氏と神保氏の抗争
永正17年（1520年）、神保慶宗の死と同時期に椎名慶胤も長尾為景に殺害され、その後しばらくは越中では越中一向一揆と長尾氏の勢力が衝突するようになる。

### 上杉謙信と武田信玄の代理戦争
天文年間に入ると、神保慶宗の遺児・神保長職と椎名慶胤の遺児・椎名康胤が復活を遂げ、前者は富山城に、後者は松倉城 (越中国)に拠って越中の覇権をめぐって争うようになる。永禄年間に入ると、椎名康胤は越後の上杉謙信の従弟・長尾景直を養子に迎えて後ろ盾にしたため、神保長職は対抗するために謙信の宿敵であった甲斐国の武田信玄と同盟を結んで対抗した。また、武田信玄は石山本願寺の顕如と縁戚関係にあったことから越中一向一揆も神保長職に味方する。このため、永禄11年（1568年）まで、越中の内乱は信玄派の神保長職と謙信派の椎名康胤による、いわゆる武田・上杉の代理戦争という形となったのである。

#### 永禄3年の上杉謙信の越中出兵
永禄3年（1560年）3月、神保長職・越中一向一揆連合軍(武田氏方)が椎名康胤(上杉氏方)の松倉城 (越中国)に侵攻した。信濃国平定を目指す信玄が長尾景虎（上杉謙信）の矛先をかわすため、神保長職・越中一向一揆に要請して起こった合戦であった。椎名康胤の後詰として上杉謙信は越中に出兵して越中一向一揆を破り、神保長職が立て籠もった富山城を落とした。神保長職は増山城に退いた。しかし、直後に上杉謙信は北条氏康に圧迫されていた関東諸侯の要請を受けて関東に侵攻することになったため(小田原城の戦い)、神保長職を完全に追討することができず、神保長職は上杉謙信が関東に出兵していた間に武田信玄の後援を受けて再起する。
永禄4年（1561年）8月、武田信玄と上杉謙信が川中島で衝突する（第四次川中島の戦い）。
永禄6年（1563年）、江馬輝盛が中地山城(富山県富山市中地山)を築城。上杉氏と結ぶ。

#### 永禄5年の上杉謙信の越中出兵
永禄5年（1562年）7月には謙信の越中出兵が行われ、増山城並びにその支城である滝山城を落とされた神保長職は、再び逃亡した（なお、このときに長職が戦死したという説があり、滝山城付近の婦中町蓮花寺に神保腹切りの石がある）。

#### 椎名康胤が上杉謙信より離反
2度にわたって上杉謙信に大敗した神保長職の勢力は大きく翳り、以後は上杉氏派の椎名康胤の勢力が拡大した。ところが永禄11年（1568年）3月、椎名康胤が武田信玄と越中一向一揆の後援を受けて謙信に反逆するに至る。これは信玄が駿河侵攻のために謙信を牽制する必要があったからである。

### 上杉謙信と武田氏方の椎名氏・神保氏・越中一向一揆の戦い

#### 越後にて本庄繁長の乱が起こる
永禄11年（1568年）、謙信は大軍を率いて越中に侵攻し、魚津城や金山谷城、松倉城 (越中国)、富山城などを次々と落とし、椎名康胤が立て籠もっていた守山城を攻撃したが、越後国内において上杉家の重臣で本庄城主であった本庄繁長が武田信玄の調略を受けて謀反を起こしたため、椎名康胤を追討することができずに帰還することになる。

#### 永禄12年の上杉謙信の越中出兵
永禄12年（1569年）、本庄繁長の乱を鎮圧し、北条氏康と同盟（越相同盟）を結んで後顧の憂いを無くした謙信は、8月に越中出兵を行い、椎名康胤の立て籠もった松倉城 (越中国)を攻撃したが武田信玄の要請を受けて椎名康胤を支援していた越中一向一揆の抵抗に悩まされた上、武田信玄が小田原城包囲の為に上野国方面に出兵したため、越後に帰還することを余儀なくされた。このため、椎名康胤・越中一向一揆連合軍が勢いづいて、上杉氏主力が撤退した後に富山城を奪われる結果となる。

#### 元亀2年の上杉謙信の越中出兵
元亀2年（1571年）2月、上杉謙信は越中出兵を行い、松倉城 (越中国)や新庄城、富山城を落として椎名康胤を守山城に追いつめたが、武田信玄が再び上野や関東・東海地方に出兵したため、越後に帰還することになり、椎名康胤はまたも息を吹き返すことになった。
なお、この頃になると神保氏は神保長職の次男・神保長城が後継者となり、神保長城は信玄を後ろ盾とした椎名康胤と対抗するために謙信に従属していた。しかし元亀2年（1571年）に一向一揆と和睦して武田信玄と通じ、上杉謙信と敵対するようになった。

### 尻垂坂の戦い
元亀3年（1572年）9月、上杉謙信が越中国尻垂坂（現 富山県富山市西新庄）において、加賀一向一揆・越中一向一揆連合を破った。武田信玄の西上作戦支援の為、加賀一向一揆が越中に侵攻したことに越中一向一揆が呼応した事によって起こった。上杉謙信は椎名康胤の松倉城を攻める。

### 武田信玄が死去
元亀4年（1573年）、武田信玄が西上作戦中に死去。椎名康胤が上杉謙信方に松倉城を攻められ降伏、開城。(松倉城の戦い参照)

### 上杉謙信が越中を平定
天正4年（1576年）、上杉謙信が増山城、森寺城などを落城させ、越中を制圧。

### 上杉謙信の死去と織田家の侵攻
天正6年(1578年)3月、上杉謙信が死去。その後継者争い「御館の乱」が発生。織田信長は越中へ神保長住に兵を付けて送り、月岡野の戦いが起り、上杉氏方が敗退。越中では織田信長勢が優勢となった。

### 小出城の戦い
天正9年(1581年)、上杉氏方の挽回攻略がはじまる。松倉城の河田長親が、織田氏方神保長住に付いた長尾景直を攻める。同年、景直が没したことで織田氏からの離反と親上杉派神保氏への調略が始まる。

### 魚津城の戦い
天正10年(1582年)、柴田勝家・佐々成政を司令官とする織田氏の北陸侵攻が始まり魚津城を攻め落とした。しかし、長住は親上杉派神保氏の離反を招き追放され、成政は新川郡に在地の反成政派景勝勢力を残した。

### 佐々成政の越中支配
天正10年（1582年）、本能寺の変で織田信長が横死した後、柴田勝家の支援の下で佐々成政が、多くの反成政派景勝勢力を新川郡に残しつつ越中を実効支配した。

### 豊臣秀吉による侵攻
天正11年（1583年）、羽柴秀吉が、上杉景勝と結んだことから、賤ヶ岳の戦いで柴田勝家に付いた佐々成政に圧力を加えた。

### 佐々成政の攻防
天正12年（1584年）、佐々成政が、サラサラ峠を越えたとされて徳川家康に赴くも、同盟の説得に失敗したため越中に孤立。

### 富山の役
天正13年（1585年）、羽柴秀吉率いる大軍が富山の役で、佐々成政が立て籠もる越中国富山城を包囲し降伏させた。成政は新川郡を安堵されるも京に遷り、反成政派の景勝勢力は撤収して秀吉により越中が統治された。